# 授时历
《授时曆》是中国古代曾经使用过的一种曆法，为元代郭守敬、王恂、许衡等人创制，因古语“敬授人时”而得名。為了編輯曆法，郭守敬在當時設立了二十七個測點，最北設在鐵勒（今西伯利亞的葉尼塞河流域），最南端設在南海西沙群島，並派十四個官員到各地觀測、記錄，費時兩年才完成授時曆。从元朝至元十八年（西元1281年）开始实行。明朝所颁行的《大统曆》天文數據和推步方法，都依照授時曆，惟《大统曆》不計算斗分差（不考慮回歸年古長今短），終明之世未改；可說授時曆总共实行了402年。
《授时历》应用弧矢割圆术来处理黄经和赤经、赤纬之间的换算，并用招差术推算太阳、月球和行星的运行度数。《授时曆》采用统天曆的长度，365.2425日为一年（和地球公轉的時間差26秒），29.530593日为一月，与现在所使用的公曆的数值完全相同，但《授时历》比公历早推行301年。推算节气的方法是将一年的1⁄24作为一气，以没有中气的月份为闰月。它正式废除了古代的上元積年，而逕取至元十八年為为历元，所定的数据全凭实测，打破古代製曆的习惯，是中国历法上的大变革之一。

## 南明正朔
明自崇禎以後，歷弘光、隆武、永曆及魯王監國等，南明時自頒曆書為正朔十餘年，其間大統曆並不完全相同，節氣、正閏、晦朔各有不同，與1926年刊行的陳垣《二十史朔閏表》亦非完全一致，對於該時期的史料，讀史者在確認日期時不可忽略。如鄭荷之戰中鄭軍抵達鹿耳門的日期在台灣曾爭論百年，荷方文獻為1661年4月30日，鄭方文獻為永曆十五年四月初一，然依當時清曆與日本曆書推算，當天為四月初二。石萬壽認為，此差異為鄭氏自頒曆書，鄭方文獻中的當年三月有30天，而當年日本曆書三月有29天。